# 마쓰다이라정
마쓰다이라정(松平町)은 아이치현 히가시카모군에 설치되었던 정이다. 유신 후에는 도쿠가와 씨에게서는 12가가 화족에 올랐다. 1975년 4월 1일에 광역합병으로 도요타시에 편입 합병돼 헤세의 대합병 이전 도요타시 남동부 지역에 해당되었다.
마쓰다이라씨와 도쿠가와씨의 발상지인 마쓰다이라향을 중심으로 한 정이었다.

## 지리
아이치현의 거의 중앙부에 있다. 미노미카와 고원의 남서단에 위치하고 서쪽은 오카자키 평야의 일부이다. 면적은 43.84㎞2로 히가시카모군 지자체 중에서는 가장 작았다.
야하기강과 그 지류인 도모에강 변의 마을이다. 현재 마을 서부는 주택 개발이 진행되어 동해 환상 자동차도 도요타 마쓰헤이 IC가 설치되어 있다.송평향 등의 마을 동부는 산간부의 농촌 지대이다.

## 역사
- 1889년 10월 1일 - 정촌제 시행으로 마쓰다이라촌이 성립하였다.
- 1906년 5월 1일 - 마쓰다이라촌, 오가와촌, 시가촌과, 도요사카촌의 대부분과 호즈미촌 일부를 합병해 마쓰다이라촌이 되었다.
- 1961년 11월 1일 - 마쓰다이라촌이 정으로 승격해 마쓰다이라정이 성립하였다.
- 1970년 4월 1일 - 도요타시에 편입되었다. 마쓰다이라정은 폐지되었다.

## 교육
고등학교
- 아이치 현립 아시스케 고등학교 분교(현·아이치 현립 마쓰다이라 고등학교)

중학교
- 마쓰다이라 정립 마쓰다이라 중학교(현·도요타 시립 마쓰다이라 중학교))

초등학교
- 마쓰다이라 정립 고카이초등학교(현·도요타시립 고카이초등학교)
- 마쓰다이라 정립 이와쿠라 초등학교(현·도요타 시립 이와쿠라 초등학교)
- 마쓰다이라 정립 구쿠다이라 초등학교(현 ·도요타 시립 구쿠다이라 초등학교)
- 마쓰다이라 정립 다키와키 초등학교(현·도요타시립 다키와키 초등학교)
- 마쓰다이라 정립 도요마쓰 초등학교(현·[[도요타 시립 도요마쓰 초등학교])